# Diplodia sycina
Diplodia sycina är en svampart som beskrevs av Mont. 1851. Diplodia sycina ingår i släktet Diplodia och familjen Botryosphaeriaceae.   Inga underarter finns listade i Catalogue of Life.